# Minna Aaltonen
Minna Kaisa Aaltonen (sinh ngày 17 tháng 9 năm 1966; Turku - mất ngày 11 tháng 9 năm 2021) là một nữ diễn viên Phần Lan. Cô đóng vai Marianne trong London's Burning, Ingrid Coates trong Dream Team, và xuất hiện trong Kotikatu, The Bill, Dalziel and Pascoe, và Lexx. Cô cũng xuất hiện trong các quảng cáo bia ở Ireland và một phần nhỏ với vai trò phát thanh viên trong bộ phim của James Bond có tên Tomorrow Never Dies. Năm 1994, cô là người dẫn chương trình của Gladiaattorit (Finnish Gladiators).